# Allen Providence
Allen Providence (ur. 16 sierpnia 1982 w Micoud) – trener piłkarski z Saint Lucia. 

## Kariera trenerska
Od czerwca 2010 do grudnia 2011 prowadził reprezentację Saint Lucia.